# さんふらわあ くろしお
さんふらわあ くろしおは、ブルーハイウェイラインが運航したフェリー。

## 概要
さんふらわあ とさの代船として三菱重工業下関造船所で建造され、1997年7月1日、東京 - 那智勝浦 - 高知航路に就航した。船名は高知航路を流れる太平洋の黒潮に由来する。
しかし乗客定員を従来のさんふらわあ とさの約1100人から490名と大幅に減らした事から収益の圧迫に繋がり、国道42号などの道路網の改善、南紀白浜空港への大型旅客機の就航といった航空便の発達、プレハブ材の普及に伴なう木材需要の低迷などによる貨物輸送の減少もあり、年間4億円から6億円・累積で40数億円の赤字となったことから、2001年10月1日、航路廃止により定期航路から引退、最終便の高知発便は荒天のため那智勝浦を抜港し運航された。高知航路廃止後には機関故障で長期離脱したスターダイヤモンドの代船として、2001年10月から12月までダイヤモンドフェリーの神戸 - 別府航路に就航した。

### 航路廃止後
その後は海外売船され、韓国のパンスターフェリーでパンスター・ドリーム（PANSTAR DREAM）となり、釜山港と大阪南港を結ぶ国際航路に2002年4月から就航した。 2007年4月からは、元さんふらわあ みとのパンスター・サニー（PANSTAR SUNNY）の就航によりデイリー運航となっていたが、2009年5月から本船のみの週3往復の運航となっている。
パンスター・ドリームは2025年春に代替されることが発表済みだが、2024年8月1日に沖縄県石垣市が、同船を使用し2025年中頃より石垣港と台湾の基隆港に地元企業と同市が出資する新法人により就航する構想を発表した。2024年9月に設立されの新法人「商船やいま」はパンスター・ドリームを「やいま丸」に改名することを明言しました。
2025年、商船やいまはやいま丸を購入と改装し、9月の運航開始に準備することを公表しました。8月9日、釜山港から来たのやいま丸は基隆港に到着し、一ヶ月間の整備に入る。

## 設計
前船のさんふらわあとさと比較して、やや小型となり総トン数は減少した。航路の利用状況に合わせて旅客定員が削減され、車両積載能力が強化されている。主機出力の増強により航海時間が約1時間短縮され、東京 - 高知の所要時間は20時間30分となった。
船内のコンセプトは「浴衣でくつろぐ船の旅」で、和風旅館をイメージした内装とされたほか、浴衣姿で船内のパブリックスペースを利用することが認められていた。

## 船内

### ブルーハイウェイライン時代
客室
- 特等室（ツインベッド2名 Aデッキ30室）
- 1等室A（ツインベッド2名+ソファベッド1名 Aデッキ10室・Bデッキ20室）
- 1等室B（一段ベッド×4 Aデッキ37室・Bデッキ13室）
- 2等寝台（二段ベッド 4名×25室 Bデッキ）
- 2等室（20名×2室 Aデッキ）
- ドライバーズルーム（40名 Bデッキ）

公室
いずれもBデッキ。
- エントランスホール
  - 案内所
  - ダンスフロア
- レストラン
- 展望浴室
- パーティルーム（カラオケ設備有）
- 娯楽室
- ゲームコーナー
- ドライバー浴室
- ドライバー娯楽室

### パンスターライン時代
4階コンパスデッキ
- カフェ「夢」VIPラウンジ
- スカイジム
- ヘリデッキ

3階ブリッジデッキ
- カフェ「夢」
- カフェテラス
- オーシャンビューガーデン
- インフィニティーゴルフ

2階Aデッキ「クルーズゾーン」
- ラウンジ「The PARADISE」（スイートルーム客専用）
- 医務室
- ロイヤルスイート「BLUE」「ORANGE」（各2名・ダブルベッド）
- デラックススイート（2名×33室・ツインベッド）
- スタンダードA（5名×13室・マットレス相部屋）
- 団体客室（2室）

1階Bデッキ「フェリーゾーン」
- ロビー
- フロント
- コンビニ「GS25」
- ビジネスセンター
- サウナ大浴場
- レストラン「ムグンファ」
- エンターテイメントステージ「マスカレード」
- 特別レストラン「チェリーブラッサム」
- ラウンジ「大阪」
- 寿司バー「瀬戸内」
- ゲームルーム
- マッサージ・貸切浴室「セラピーハウス」
- 免税店「SEASTAR SHOP」
- カラオケルーム「DREAM」「CHORUS」
- 会議室
- ジュニアルーム（2名×4室・ツインベッド）
- ファミリールーム（4名×9室・マットレス）
- スタンダードA（5名×29室）
- スタンダードB（2名×24室・ツインベッド相部屋）
- 団体客室（1室）